# Bargłów Kościelny (gemeente)
De gemeente Bargłów Kościelny is een landgemeente in het Poolse woiwodschap Podlachië, in powiat Augustowski.
De zetel van de gemeente is in Bargłów Kościelny.
Op 30 juni 2004 telde de gemeente 5772 inwoners.

## Oppervlakte gegevens
In 2002 bedroeg de totale oppervlakte van gemeente Bargłów Kościelny 187,57 km², waarvan:
- agrarisch gebied: 73%
- bossen: 14%

De gemeente beslaat 11,31% van de totale oppervlakte van de powiat.

## Demografie
Stand op 30 juni 2004:
| Omschrijving                   | Totaal | Totaal | Vrouwen | Vrouwen | Mannen | Mannen |
| ------------------------------ | ------ | ------ | ------- | ------- | ------ | ------ |
| eenheid                        | aantal | %      | aantal  | %       | aantal | %      |
| inwoners                       | 5772   | 100    | 2862    | 49,6    | 2910   | 50,4   |
| bevolkingsdichtheid (inw./km²) | 30,8   | 30,8   | 15,3    | 15,3    | 15,5   | 15,5   |

In 2002 bedroeg het gemiddelde inkomen per inwoner 1268,83 zł.

## Administratieve plaatsen (sołectwo)
Bargłów Dworny, Bargłów Kościelny, Bargłówka, Barszcze, Brzozówka, Bułkowizna, Dręstwo, Górskie, Judziki, Komorniki, Kroszewo, Kroszówka, Kukowo, Łabętnik, Nowa Kamionka, Nowiny Bargłowskie, Pieńki, Pomiany, Popowo, Pruska, Reszki, Rumiejki, Solistówka, Stara Kamionka, Stare Tajno, Tajenko, Tajno Łanowe, Tajno Podjeziorne, Wólka Karwowska, Źrobki.

## Overige plaatsen
Kresy, Lipowo, Stare Nowiny, Sosnowo.

## Aangrenzende gemeenten
Augustów, Goniądz, Kalinowo, Rajgród, Sztabin,